# Bacliff
Bacliff, anciennement appelé Clifton-by-the-Sea, est une census-designated place située dans le centre-nord du comté de Galveston, au Texas, États-Unis.
Située à 26 km au nord-ouest de Galveston, la population de Bacliff était de 8 619 d'après le recensement de 2010. Station balnéaire à l'origine, Bacliff s'est transformée en une communauté de pêcheurs.